# Niederglatt (kanton Zurych)
Niederglatt (gzu. Niderglatt, do 1903 Niederglatt-Nöschikon) – miejscowość i gmina (Politische Gemeinde) w północnej Szwajcarii, w kantonie Zurych, w okręgu (Bezirk) Dielsdorf. Leży nad rzeką Glatt. 

## Demografia
W Niederglatt mieszka 5180 osób. W 2021 roku 26,8% populacji gminy stanowiły osoby urodzone poza Szwajcarią.

## Transport
Przez teren gminy przebiega droga główna nr 348.